# Молдовановка
Молдовановка — село в Аламудунском районе Чуйской области Кыргызстана. Входит в состав Ак-Дёбёнского аильного округа. Код СОАТЕ — 41708 203 803 02 0.

## Население
По данным переписи 2009 года, в селе проживало 2772 человека.